# نورالدین محمد اصفهانی
نورالدین محمد اصفهانی (درگذشت ۱۰۹۴ه‍.ق) از خوشنویسان و نستعلیقنویسان صاحب‌نام سده یازدهم هجری است که از اهالی شهر اصفهان بود.
او فرزند ابوتراب اصفهانی معروف به ترابا و برادر محمدصالح است. که هر دو از خوشنویسان بنام عصر خود بوده‌اند.
نورالدین محمد، ابتدا در کتابخانه سلطنتی، در زمان شاه عباس مشغول به کار بوده و از خوشنویسان مشهور این دوره می‌باشد. درگذشت او به سال ۱۰۹۴ه‍.ق اتفاق افتاد. 